# Sông La Plata
Sông La Plata hay sông Bạc là cửa sông hình phễu do hợp lưu của hai con sông Uruguay và Paraná, trải dài trên 290 km (180 dặm Anh) từ nơi hợp lưu của hai sông nói trên tới Đại Tây Dương. Địa danh "La Plata" tiếng Tây Ban Nha có nghĩa là "bạc" vì thượng nguồn của sông là mạch núi thần thoại "Sierra de La Plata" tương truyền có nhiều mỏ bạc.

## Địa lý
Ngay ở chỗ hợp lưu, bề ngang sông La Plata đã rộng 48 km. Từ đó sông chảy theo hướng đông-nam, tỏa rộng dần đến khi đổ ra biển thì bề ngang là 220 km và được coi là cửa sông rộng nhất thế giới.

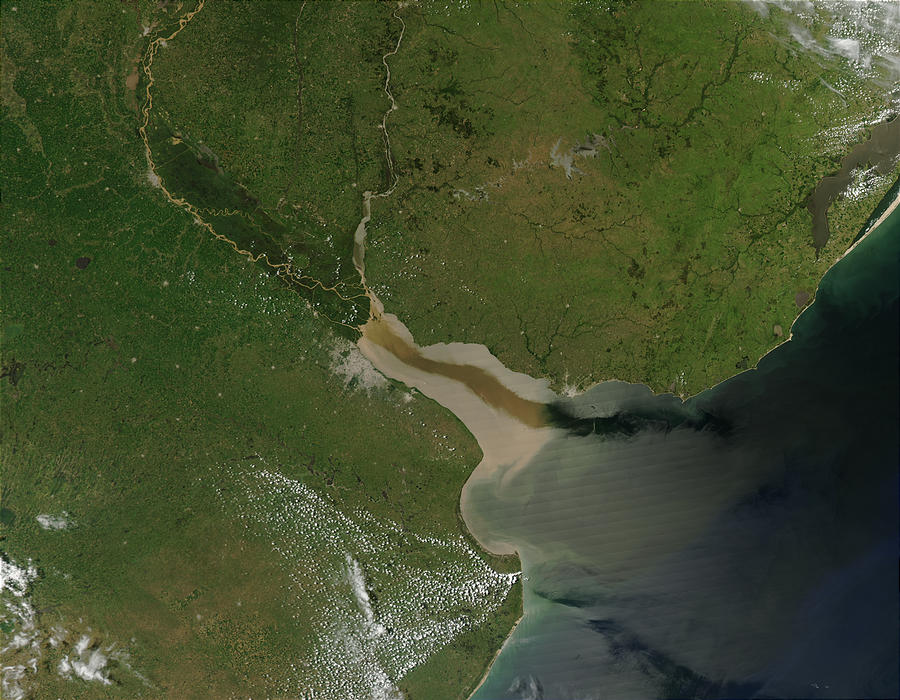
Cửa sông La Plata nhìn từ vệ tinh.

Sông La Plata là biên giới giữa hai nước Argentina và Uruguay. Hai cảng chính trên sông là Buenos Aires ở hữu ngạn và Montevideo bên tả ngạn.
Lưu vực sông La Plata gồm lưu vực của cả hai con sông Paraná và sông Uruguay, chiếm khoảng một phần năm diện tích của toàn châu Nam Mỹ. Lưu vực này rút nước từ đông-nam Bolivia, toàn phần nước Paraguay, phần lớn nước Uruguay, và miền bắc nước Argentina. Với ước lượng 57 triệu mét khối phù sa đổ ra biển mỗi năm, cửa sông La Plata thường bị cát bồi. Cảng Buenos Aires thường xuyên phải có tàu nạo vét lòng sông mới thông thương được.

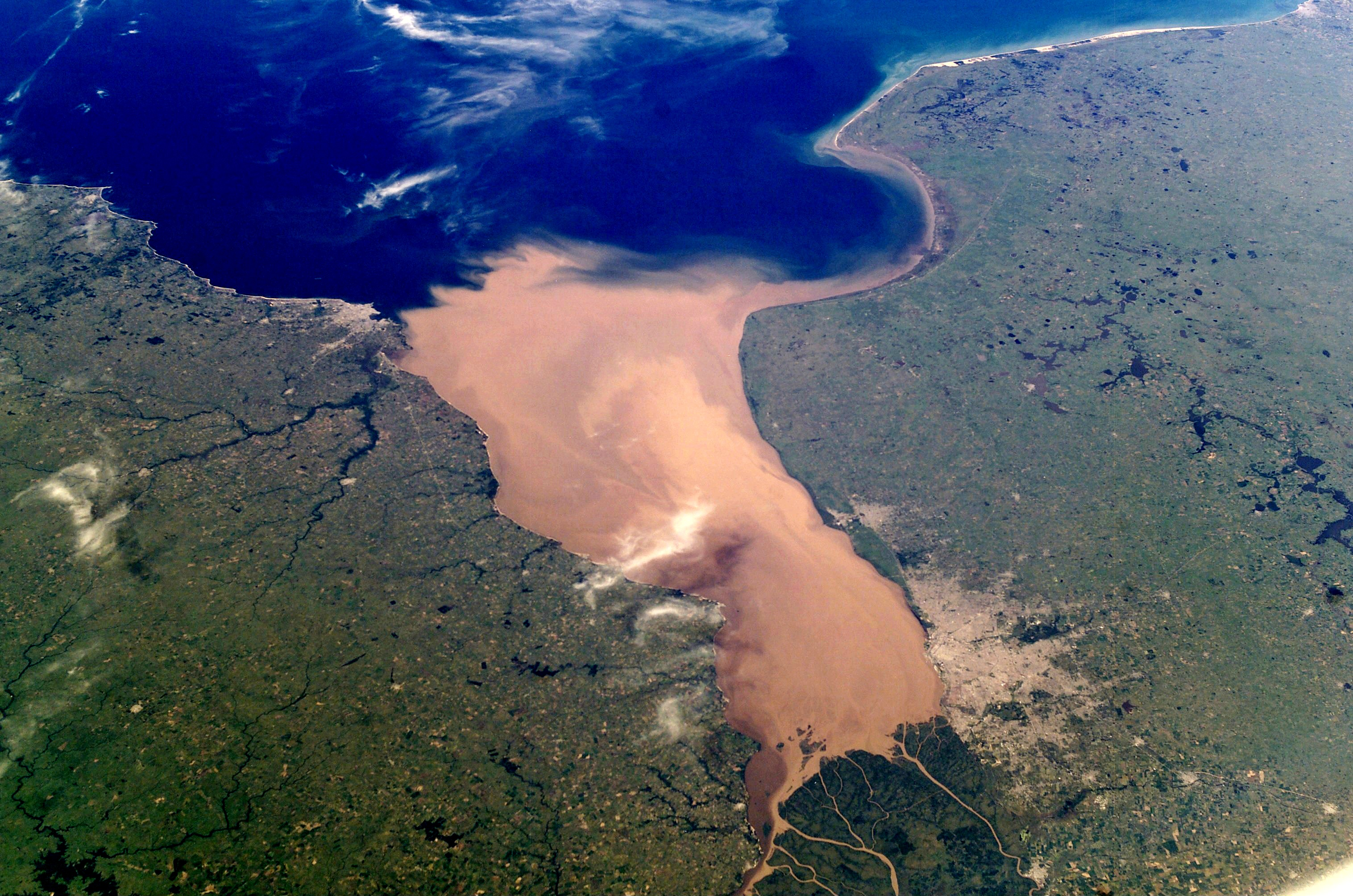
Ảnh vệ tinh nhìn từ phía tây bắc với lượng phù sa đục ngầu cửa sông.

## Lịch sử
Người châu Âu đầu tiên đến khám phá ra cửa sông La Plata là một người Tây Ban Nha tên Juan Díaz de Sólis vào năm 1516, trên đường tìm eo biển thông Đại Tây Dương với Thái Bình Dương. Khi phái đoàn đổ bộ lên bờ bắc cửa sông (ở địa điểm nay là bộ Colonia của Uruguay) thì liền bị thổ dân tấn công và tàn sát, chỉ riêng một thiếu niên 14 tuổi tên Francisco del Puerto sống sót. Vài năm sau, Sebastián Caboto ghé cửa biển này thì gặp Francisco del Puerto, lúc bấy giờ đã trở thành một chiến sĩ thuộc bộ lạc Charrúa. Del Puerto lên tàu theo Caboto về.
Năm 1536 Pedro de Mendoza cho thành lập thị trấn Buenos Aires nhưng chỉ được ít lâu thì phải bỏ dở. Mãi đến năm 1580 Juan de Garay mới dẫn đầu phái đoàn khác tái chiếm Buenos Aires, mở đường cho lớp người Âu Châu sang lập nghiệp khai phá vùng La Plata.
Năm 1578 đoàn tàu của thuyền trưởng người Anh Francis Drake cũng ghé đây trên chuyến hải hành vòng quanh thế giới.
Vào Đệ nhị Thế Chiến cửa sông La Plata là chiến trận của quân Anh và quân Đức. Hai bên khai hỏa từ ngoài khơi nhưng chiến thuyền Admiral Graf Spree của Đức phải rút vào cửa sông rồi bỏ trận thay vì tiếp tục giao chiến với hỏa lực gấp bội của hải quân Anh.